# Кейсуке Хонда
Кейсуке Хонда е японски футболист и треньор. Той е първият японец в руското футболно първенство, когато носи екипа на ЦСКА Москва. Хонда е първият футболист, вкарвал гол за отбори на пет различни континента.

## Клубна Кариера
Започва кариерата си в Нагоя Грампус Ейт през 2002 година. През 2003 г. става неизменен титуляр и дори получава повиквателна в националния тим на Япония. Въпреки това, той не попада в групата за Мондиал 2006. През 2008 г. иска да напусне Япония, за да продължи кариерата си в Европа и подписва с ВВВ Венло, но не успява да помогне на тима да се спаси от изпадане. Сезон по-късно е в основата на завръщането на ВВВ в Ередивизе. Изиграва 76 мача, в които вкарва 46 гола и записва 33 асистенции. Грандовете Аякс и ПСВ проявяват сериозен интерес към японеца, но цената му е твърде висока – 30 милиона евро.
През декември 2009 г. преминава в ЦСКА Москва. Хонда вкарва победния гол за ЦСКА в мач реванш от 1/8 финал на Шампионската лига срещу ФК Севиля от пряк свободен удар. След Мондиал 2010 формата му спада и Хонда престава да попада в стартовия състав на ЦСКА. Все пак към края на сезона японецът отново е сред лидерите на отбора. Сезон 2011/12 започва силно за него – той отбелязва 7 гола, но получава травма и пропуска доста мачове. През зимния трансферен прозорец е на крачка от Лацио, но сделката пропада в последния момент. През март 2012 г. отново получава контузия и се завръща в игра на 16 април срещу Динамо Москва. Хонда става един от лидерите на ЦСКА и към него има интерес от страна на италианския Милан, но до трансфер не се стига до началото на 2014 г., когато преминава при росонерите като свободен агент.
Играе в Милан в продължение на три сезона и половина, като по това време „росонерите“ изпитват сериозна криза и са далеч от борбата за трофеите. Пикът на формата му в Милан е началото на сезон 2014/15, когато вкарва 6 гола в първите 8 кръга от Серия А. Това обаче остават единствените му голове за сезона. Като цяло престоят на Хонда на „Сан Сиро“ е определян за разочароващ.
След това кариерата му преминава през мексиканския Пачука, австралийския Мелбърн Виктори и бразилския Ботафого.

## Национален отбор
През 2010 г. Хонда е повикан да играе на Световното първенство в Южна Африка за националния си отбор. В груповата фаза успява да отбележи 6 гола в 7 мача – победното попадение в двубоя с Камерун както и първия гол при победата с 3:1 срещу Дания. Благодарение на тези попадения, отборът му успява да стигне до осминафинал въпреки тежката група в която се намират.
През 2011 г. печели Купата на Азия и става най-добър играч на турнира. Участва на още две световни първенства – през 2014 и през 2018 г.

## Треньорска кариера
През 2018 г., докато все още е действащ футболист, става треньор на националния отбор на Камбоджа. Остава на тази позиция до 2021 г.